# Acte d'Union (1840)
Pour les articles homonymes, voir Acte d'Union.
L'Acte d'Union de 1840 est une loi constitutionnelle adoptée par le Parlement de Londres. Elle est sanctionnée par la reine Victoria le 23 juillet 1840 et entre en vigueur le 10 février 1841. Cette loi a créé une seule colonie sous l'administration d'un gouverneur : la province du Canada (aussi appelé Canada-Uni). Le pouvoir législatif est détenu par le Parlement de la province du Canada, comprenant l'Assemblée législative (chambre basse, élue) et le Conseil législatif (chambre haute, nommée). Le gouverneur Charles Edward Poulett Thomson fixe la capitale à Kingston. Rapidement, les réformistes du Canada-Est et du Canada-Ouest s'allient autour de la question de la responsabilité ministérielle, qui marque les premiers débats du Parlement du Canada.

## Contexte

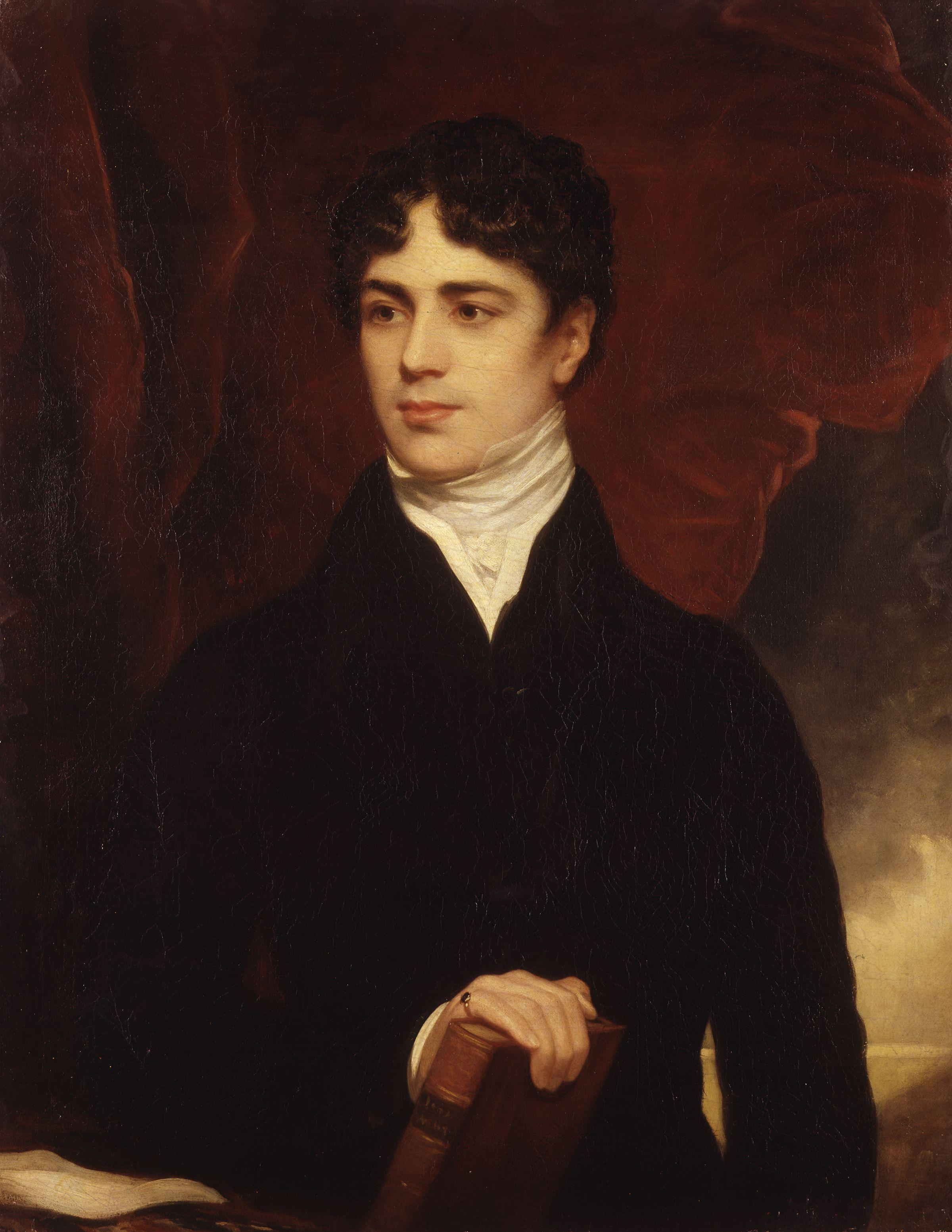
Dans son rapport, Lord Durham préconise l'union des deux colonies canadiennes.

Au moment des rébellions, l'Acte constitutionnel de 1791 est suspendu et c'est le conseil spécial du Bas-Canada qui administre temporairement la colonie. Une fois le calme revenu et les principaux patriotes arrêtés ou en fuite, Londres veut régler le « problème canadien ». Lord Melbourne donne le mandat à John George Lambton, 1er comte de Durham, de déterminer les causes des rébellions. Le gouverneur entre en fonction le 29 mai 1838. Le 28 juin, Durham ouvre la session de son nouveau Conseil spécial et adopte une ordonnance d’amnistie générale à l'égard des prisonniers, à l’exception de quelques personnes. L'ordonnance est aussitôt désavouée à Londres et Durham décide de démissionner. Il a toutefois eu le temps de travailler à son rapport.

## L'union du Bas-Canada et du Haut-Canada est préconisée

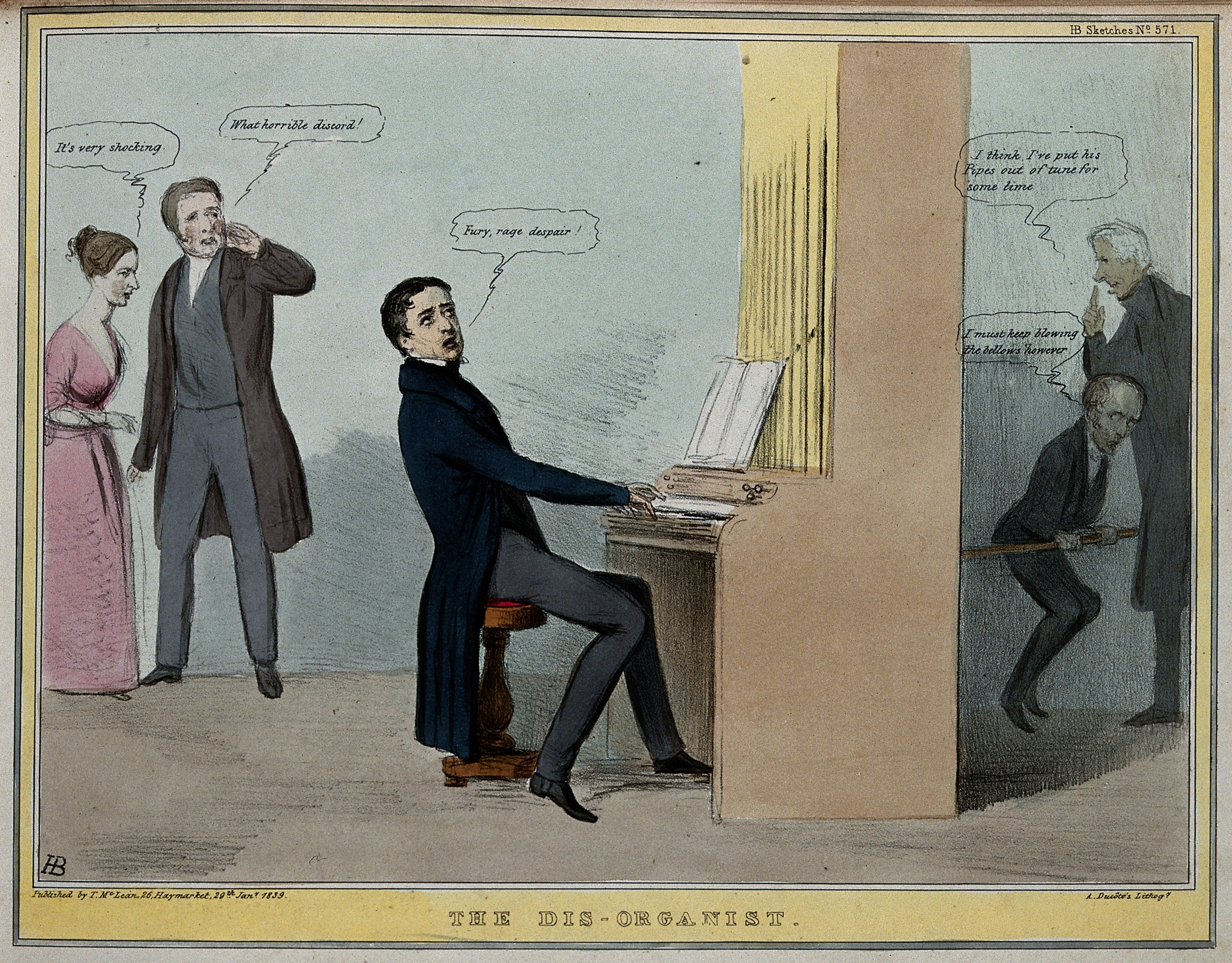
Caricature représentant la reine Victoria et Lord Melbourne qui écoutent Lord Durham jouer sur un orgue mal accordé. John Doyle, 29 janvier 1839.

Le 31 janvier 1839, le rapport de lord Durham est déposé au cabinet de lord Melbourne. Il recommande essentiellement l'union des deux Canadas, assortie d'un gouvernement responsable. Durham préconise également l'anglicisation du Bas-Canada. Les membres de la Chambre des communes débattent de ces recommandations à partir du 11 février et sont invités à se prononcer sur le principe d'union le 3 juin. John Russell soumet ensuite une résolution : « qu'il est opportun de former une union législative des provinces du Haut et du Bas-Canada, selon les principes d'un gouvernement libre et représentatif, de la manière la plus propre à favoriser la prospérité et le contentement de la population de la province unie ». Charles Buller voudrait que la province du Canada comporte « une législature représentative, avec un exécutif responsable » tandis que Lord Russell veut plutôt que l'Assemblée législative exerce un contrôle sur les fonctionnaires nommés par le gouverneur ainsi que sur la gestion des fonds publics.
Le 6 septembre 1839, Charles Edward Poulett Thomson est nommé gouverneur. Il arrive à Québec le 19 octobre suivant. Le 13 novembre, le Conseil spécial du Bas-Canada approuve la proposition d'union législative des deux Canadas du gouverneur Poulett Thomson, tel que le souhaitait Lord Russell. Le Haut-Canada, qui possède toujours une assemblée législative élue à Toronto, l'approuve également en décembre 1839 après quelques négociations. Il est notamment question de fusionner sa dette, plus importante, avec celle du Bas-Canada.
Parmi la population, des voix se font cependant entendre face à ce projet d'union des deux colonies. Vital Têtu se rend ainsi à Londres pour présenter une pétition de 87 000 noms, provenant des deux Canadas, contre l'Union. Cela ne change toutefois rien aux démarches en cours.

## L'Acte d'Union est adopté

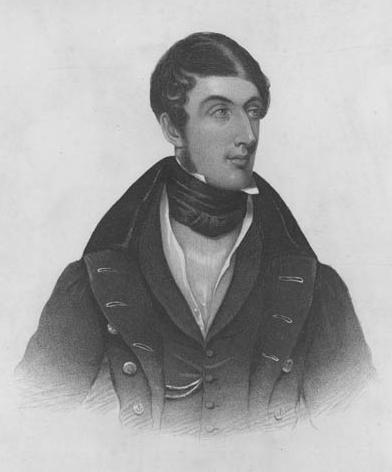
Le gouverneur Charles Edward Poulett Thomson, lord Sydenham.

À Londres, lord Russell présente un projet de loi à la Chambre des Communes le 23 mars 1840. Elle adopte finalement l’Acte d’Union le 18 juin 1840, qui reçoit la sanction de la reine Victoria le 23 juillet suivant. Le Bas-Canada (désormais Canada-Est) et le Haut-Canada (Canada-Ouest) sont dès lors réunis en une province.
L'Assemblée législative comporte désormais un nombre égal de députés dans les deux provinces (soit 42 pour un total de 84), et ce, bien que la population du Canada-Est soit une fois et demie plus nombreuse (650 000 en 1841) que celle du Canada-Ouest (450 000 en 1841).
Le gouverneur continuera de représenter la Couronne. Charles Edward Poulett Thomson devient baron de Sydenham et de Toronto le 19 août 1840. Le Conseil spécial subsiste quant à lui jusqu’au 9 février 1841 après quoi le Parlement devra être formé d’un Conseil législatif d'au moins 20 membres et d’une assemblée législative. Les lois adoptées sous l'Acte constitutionnel demeurent en vigueur. Juridiquement, un régime distinct subsiste, c'est-à-dire les lois civiles françaises au Canada-Est et la common law au Canada-Ouest.

### La première session du Parlement du Canada
Le 10 février 1841, la nouvelle constitution entre en vigueur et le gouverneur Lord Sydenham est assermenté. Trois jours plus tard, il forme son Conseil exécutif. Il comprend : William Henry Draper, Charles Richard Ogden, John Henry Dunn, Dominick Daly, Samuel Bealey Harrison, Robert Baldwin Sullivan, Charles Dewey Day et Hamilton Hartley Killaly. Sur ces 8 personnes, trois proviennent du Bas-Canada. Or, comme Sydenham est un partisan de l'assimilation des Canadiens, on n'y retrouve aucun francophone.

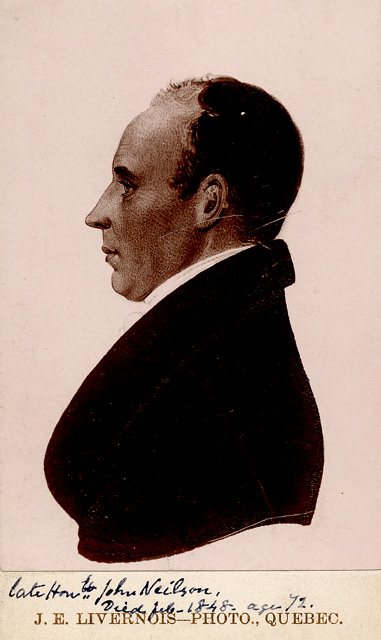
John Neilson était l'un des deux conseillers du Conseil spécial du Bas-Canada à se prononcer en défaveur de l'union.

Des élections sont déclenchées le 15 février 1841 dans les 84 circonscriptions. Au Canada-Est (Bas-Canada), sur les 42 députés, 23 adversaires de l'union ou réformistes sont élus, dont Denis-Benjamin Viger, John Neilson, Étienne Parent, Augustin-Norbert Morin et Joseph-Guillaume Barthe.
La capitale est fixée à Kingston. La fonction publique y déménage au printemps. Le 9 juin 1841, 24 conseillers législatifs sont nommés, dont 12 proviennent du Canada-Est (Bas-Canada).
La première session du Parlement s'ouvre pour sa part le 14 juin 1841. Austin Cuvillier est élu président de l'Assemblée. Parmi les principaux faits, le 18 juin, lors du débat en réponse au discours d'ouverture, Robert Baldwin aborde la question de la responsabilité ministérielle. Le 23 juin, John Neilson souhaite qu'un amendement à l'adresse en réponse au discours d'ouverture mentionne son regret que la population du Bas-Canada n'ait pas été consultée sur la nouvelle constitution. Son amendement est rejeté.
Cette première session est courte. Elle est prorogée le 18 septembre 1841 et le lendemain, le gouverneur Sydenham décède à Kingston à la suite d'une chute de cheval.

### L'entrée des réformistes au Conseil exécutif
Le nouveau gouverneur, Charles Bagot, reçoit sa commission le 27 septembre 1841. Comme il comprend que le gouvernement formé par Sydenham n'a plus la confiance de la chambre basse, il souhaite faire entrer de nouveaux membres au Conseil exécutif. L'une de ses premières nominations est Francis Hincks, un modéré, qui obtient le poste d'inspecteur général des comptes publics en juin 1842. Bagot veut aussi y faire entrer des francophones. Il entreprend donc des négociations avec Louis-Hippolyte LaFontaine à cet effet. Son nouveau ministère, formé le 16 septembre 1842, comprend 4 conseillers exécutifs réformistes : Robert Baldwin, Louis-Hippolyte LaFontaine, Thomas Cushing Aylwin et James Edward Small. 

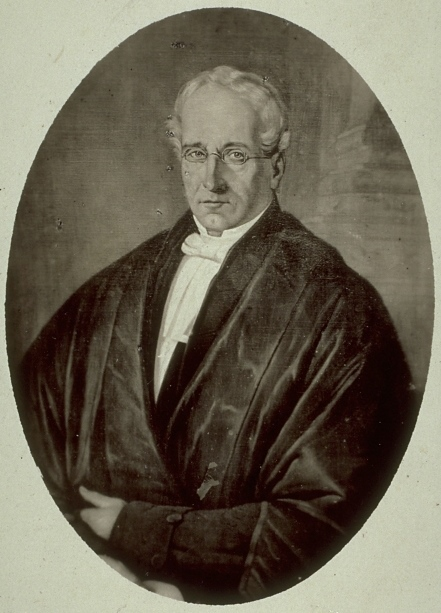
Sous l'Acte d'Union, Austin Cuvillier est le premier orateur de l'Assemblée législative.

#### La responsabilité ministérielle
Malgré leur petit nombre, les députés francophones s'organisent et tentent de tirer parti du mieux qu'ils le peuvent de la situation imposée par l'Acte d’Union. Les réformistes du Canada-Est s'allient ainsi avec ceux du Canada-Ouest.

Comme il n'y a pas de définition de la notion de gouvernement responsable dans la nouvelle constitution, Il incombe au gouverneur, en l'occurrence Poulett Thomson, d'interpréter ses instructions. Le 27 juillet 1840, il écrit : 
« Le principe d'après lequel je me conduirai est d'abord de composer le Conseil exécutif de manière à comprendre seulement les principaux officiers du gouvernement et quelques-uns des membres les plus influents de chaque chambre, mais spécialement de la chambre d'assemblée. »   
Avant les premières élections en 1841, Sydenham contraint les hauts fonctionnaires se trouvant à la tête des ministères (départements) à démissionner et à se faire élire. Rapidement, des résolutions affirmant le principe de responsabilité ministérielle, selon lequel les membres du gouvernement devait avoir la confiance des élus, sont présentés à l'Assemblée. Les parlementaires entament donc des démarches pour obtenir le gouvernement responsable dès 1841.

#### La langue française

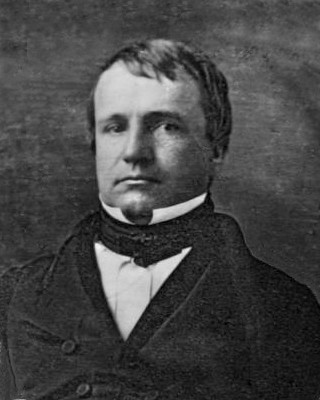
Louis-Hippolyte LaFontaine prononce son premier discours sous l'Union en français.

L'article 41 de l'Acte d’Union décrète que les documents de la législature ne seront « que dans la langue anglaise », contrairement à la recommandation de Lord Durham, qui préconisait plus de souplesse à cet égard. Malgré cela, le français commence graduellement à prendre sa place aux débats du Parlement. L'Acte pour pourvoir à ce que les lois de cette province soient traduites dans la langue française est également adopté le 18 septembre 1845. De plus, Louis-Hippolyte LaFontaine proteste en prononçant son premier discours en tant que procureur général en français.
Le 9 décembre 1844, le député LaFontaine, secondé de Robert Christie, présente une résolution :

« Résolu, Qu'il soit présenté une humble Adresse à son Excellence le Gouverneur Général, priant Son Excellence de vouloir bien faire mettre devant cette Chambre, copie de toute correspondance entre le Gouvernement Exécutif de cette Province et le Gouvernement Impérial, depuis la passation de l'Acte d'Union jusqu'à ce jour, relative à la quarante-et-unième section du dit Acte d'Union, par laquelle il est statué que certains Writs, Proclamations, Instruments, Journaux, Entrées et Procédés écrits ou imprimés et Rapports tels que spécifiés dans la dite section ne seront qu'en langue anglaise seulement. »

L'Assemblée demande ensuite que les conseillers exécutifs la présentent au gouverneur. Quelques jours plus tard, Dominick Daly transmet la réponse du gouverneur : il n'y a rien à communiquer. Le 20 décembre suivant, les députés Denis-Benjamin Papineau et George Moffat proposent d'adopter une adresse à Sa Majesté la priant de « révoquer la partie de la loi » concernant la proscription de la langue française. L'étude de la résolution est repoussée au 11 janvier, puis au 20 janvier 1845. Le 31 janvier 1845, il est finalement résolu de nommer un comité spécial « pour préparer et rapporter » un projet d'adresse à Sa Majesté lui demandant l'abrogation de l'article 41. Mais il faudra patienter encore quelques années avant que Londres ne règle la question. Le 14 août 1848, l'article 41 est abrogé par la Chambre des Communes. L'annonce en est faite au Canada le 18 janvier 1849.

#### Le droit de vote
Le droit de vote est restreint dans les années 1840-1850. Les femmes pouvaient voter au Bas-Canada depuis 1792. En 1849, un projet de loi aboli ce droit. De même, le cens est revu à la hausse en 1853. Enfin, seuls les hommes autochtones qui renoncent à leur statut d'Indien peuvent désormais voter.